# تحالف الدفاع عن الشريعة
تحالف الدفاع عن الشريعة، هو تحالف سياسي إسلامي في مصر مصمم لضمان وضع دستور يتوافق مع الشريعة. وبحسب ما ورد يضم التحالف 30 حزباً وحركة سياسية إجمالاً. ورد في مقال آخر بقلم إيجيبت إندبندنت أن هناك 13 حزبا وجماعة معنية.

## الأطراف التابعة
- حزب الحرية والعدالة
- حزب النور[6]
- حزب السلامة والتنمية
- حزب البناء والتنمية
- حزب الأصالة
- حزب الشعب
- الجبهة الأزهرية المحافظة المستقلة
- جبهة علماء الأزهر[7]
- حزب الإصلاح المصري[8]